# Lairg
Lairg (en gaèlic escocès: An Luirg) és un poble i una parròquia dins el comtat històric de Sutherland, a les Terres Altes d'Escòcia Té una població d'aproximadament 900 habitants i és a la riba oriental del Loch Shin.

## Situació
Lairg és inusual dins dels Highlands, essent l'únic poble gran que no és a la costa. Una de les raons perquè Lairg és lleugerament més gran que els altres pobles no costers és la seva ubicació central dins del comtat de Sutherland. Havent-hi quatre carreteres que creuen el poble, va ser conegut com "El Crossroads del nord". En el segle xix, s'hi va construir una estació de ferrocarril a la que és ara la Far North Line. Aquest desenvolupament va significar que el nord-oest de Sutherland fos més fàcil d'accedir.
El Little Loch Shin es troba just al centre del poble. És un llac artificial creat per l'esquema de la represa hidroelèctrica i és la llar de "Broon's hoose", un petit habitatge de fusta en un illot.
El Loch Shin es troba al nord de Lairg i té unes 17 milles de llarg (27,2 km).
Lairg té una estació de gasolina, pub/hotel, oficina de correus, banc, càmping, escola primària, centre d'informació turística, i diverses botigues, cafeteries i B&B. Els atractius turístics pels turistes són les Shin Falls, activitats de pesca, excursions i senderisme.
Les àrees al nord i a l'oest són escassament poblades i travessades per només tres carreteres de via única.

## Esdeveniments
Venda d'ovelles
Lairg és la ubicació on es realitza la venda d'ovelles més gran d'Europa en un sol dia. Aquests subhasta té lloc a l'agost i porta persones de tot arreu d'Escòcia per comprar o vendre els seus animals.
Gala Week
Al juliol, Lairg celebra la Gala Week. És organitzada per un comitè local per tal de fer activitats divertides per adults i nens. Els esdeveniments inclouen desfilades de vestits elegants, espectacle d'animals de companyia, concurs de pesca al Loch Shin o el Little Loch Shin, i balls amb música en viu.
Lairg Crofters' Show
Aquest esdeveniment d'un dia ha estat organitzat des de fa més de 100 anys. Atrau molts espectadors i participants per activitats com salts de cavall, exhibicions d'ovella i vaca, esports per nens, esports dels Highlands i articles fets a mà. Les curses d'ovelles han estat una atracció significativa en aquests darrers anys.

## Transport
Lairg té una estació de tren a la pintoresca Far North Line, al nord de l'estació de Invershin i a l'oest de Rogart. És gestionat per First Scotrail.
Una proposta en les rutes de ferrocarril al nord d'Inverness és la creació d'un carril més directe d'Inverness a Dornoch a través d'un nou pont i un ramal nou, que deixaria Lairg aïllat en un bucle a una certa distància de la ruta principal. Encara que l'enllaç escurçaria els temps de viatge a Thurso i Wick, la reducció del servei ferroviari a Lairg seria perjudicial per a l'economia local. Donat l'enorme cost de la construcció d'un pont ferroviari sobre el Dornoch Firth i la manca d'entusiasme pel projecte del consell regional dels Highlands i el govern escocès, sembla poc probable que la proposta es converteixi en realitat.
La carretera B864 condueix al sud i passa pel llogaret d'Achany. La paral·lela carretera A836 també s'estén al sud, i passa pel poble d'Achinduich.

## Galeria

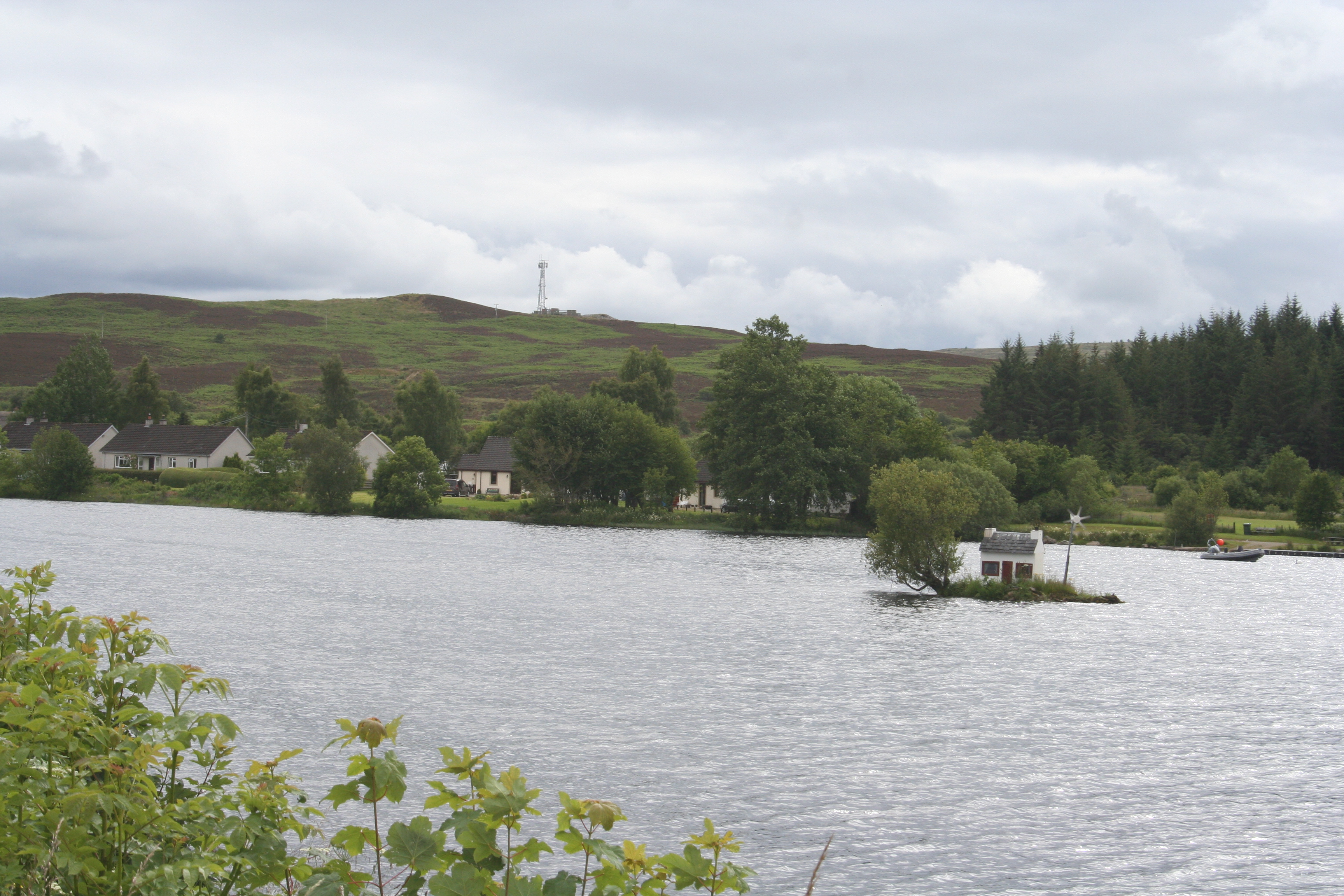
Broon's hoose
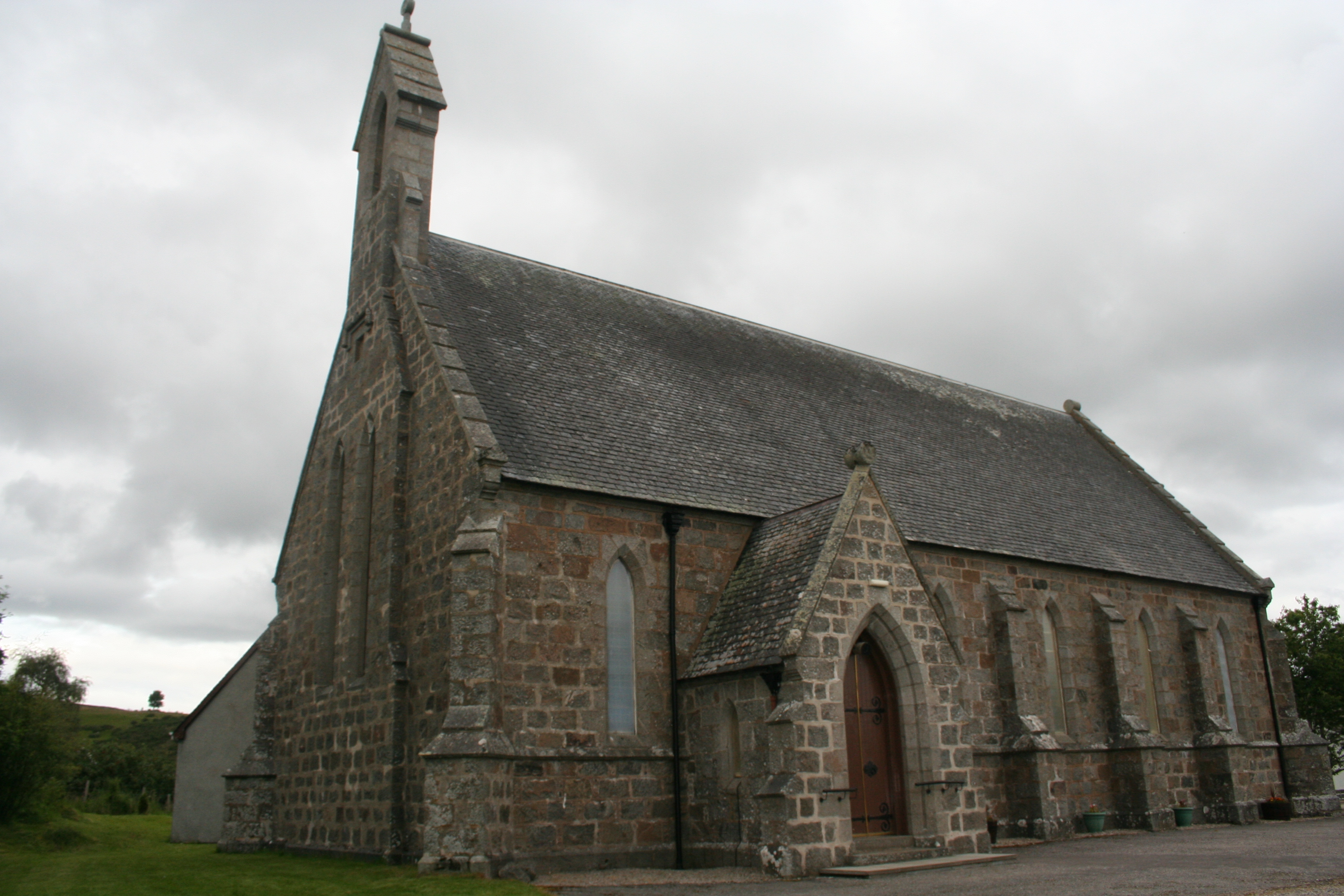
Església de Lairg
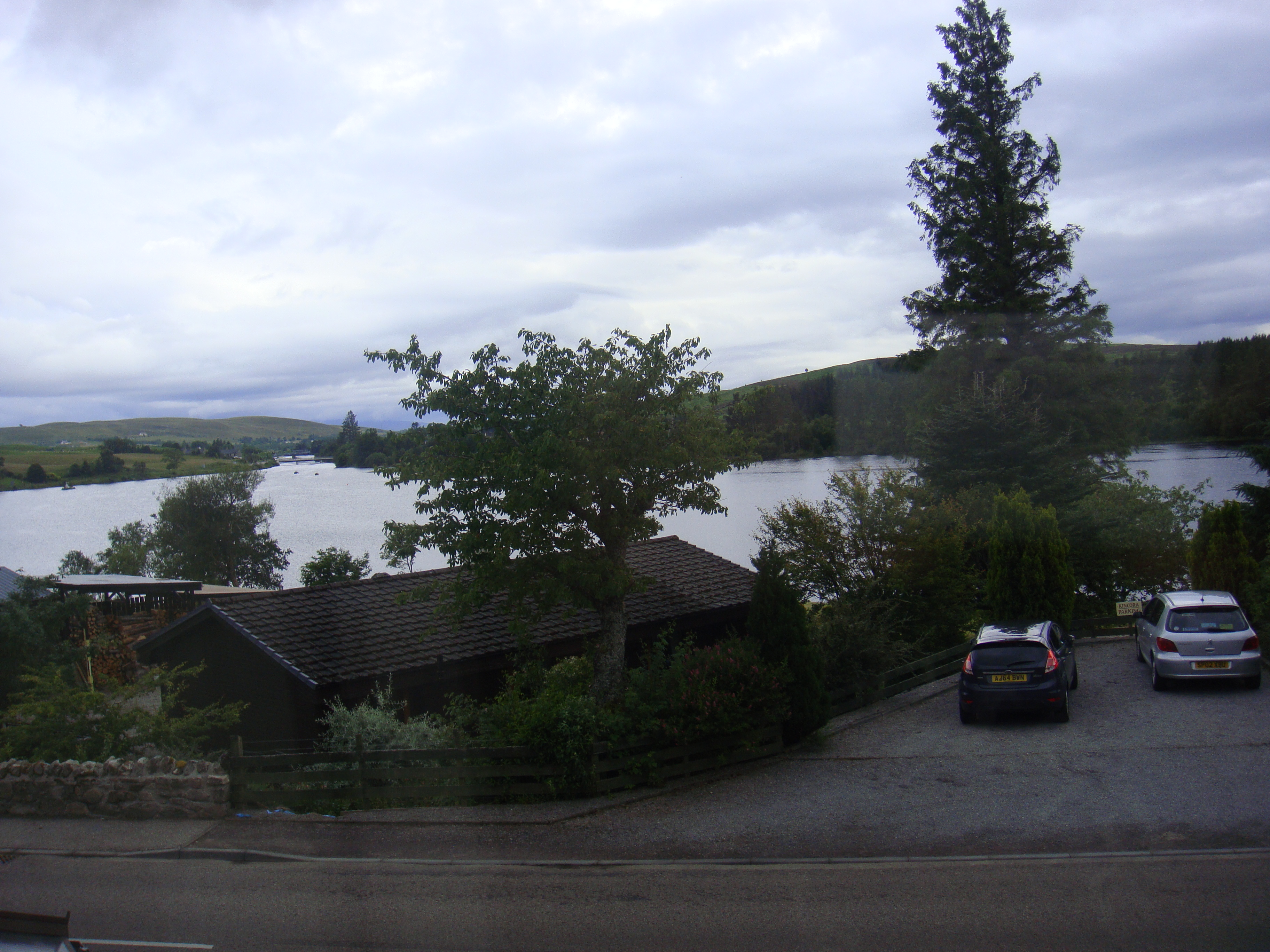
Vista del Little Loch Shin